# Llista de topònims de Torrefarrera
Llista de topònims (noms propis de lloc) del municipi de Torrefarrera, al Segrià
Informació actualitzada per un bot. Els canvis manuals es perdran quan s'actualitzi!

## edifici
| imatge | Nom         | Ubicat a     | instància de | Detalls                                        | coordenades                                                                         | Protecció                                  | Commons (més fotos)       | Dades a WD                    |
| ------ | ----------- | ------------ | ------------ | ---------------------------------------------- | ----------------------------------------------------------------------------------- | ------------------------------------------ | ------------------------- | ----------------------------- |
|        | Lo Sindicat | Torrefarrera | edifici      | Estil: noucentisme                             | 41° 40′ 22″ N, 0° 36′ 27″ E / 41.672863°N,0.607464°E                                | bé integrant del patrimoni cultural català |                           | Modifica les dades a Wikidata |
|        | el Convent  | Torrefarrera | edifici      | Estil: historicisme arquitectònic 19th century | 41° 40′ 18″ N, 0° 36′ 51″ E / 41.671659°N,0.61413°E ca:A llevant del poble 205 msnm | bé integrant del patrimoni cultural català | El Convent (Torrefarrera) | Modifica les dades a Wikidata |

## entitat singular de població
| imatge | Nom               | Ubicat a     | instància de                                   | Detalls  | coordenades                                                                     | Protecció | Commons (més fotos) | Dades a WD                    |
| ------ | ----------------- | ------------ | ---------------------------------------------- | -------- | ------------------------------------------------------------------------------- | --------- | ------------------- | ----------------------------- |
|        | Corxat            | Torrefarrera | entitat singular de població                   | 7 hab    | 41° 39′ 52″ N, 0° 35′ 52″ E / 41.664353889158°N,0.59782515701984°E 203.128 msnm |           |                     | Modifica les dades a Wikidata |
|        | Malpartit         | Torrefarrera | entitat singular de població                   | 32 hab   | 41° 41′ 36″ N, 0° 31′ 59″ E / 41.6932884911447°N,0.533020059039388°E 320 msnm   |           |                     | Modifica les dades a Wikidata |
|        | Salats            | Torrefarrera | entitat singular de població                   | 51 hab   | 41° 40′ 45″ N, 0° 34′ 28″ E / 41.679173111557°N,0.5744487364527°E 269 msnm      |           |                     | Modifica les dades a Wikidata |
|        | Torrefarrera      | Torrefarrera | entitat singular de població capital municipal | 4700 hab | 41° 40′ 23″ N, 0° 36′ 24″ E / 41.67318°N,0.60671°E 212 msnm                     |           |                     | Modifica les dades a Wikidata |
|        | Tossal            | Torrefarrera | entitat singular de població                   | 33 hab   | 41° 40′ 33″ N, 0° 36′ 52″ E / 41.6757552869089°N,0.614547355084691°E 214 msnm   |           |                     | Modifica les dades a Wikidata |
|        | el Pla de la Pona | Torrefarrera | entitat singular de població                   | 64 hab   | 41° 40′ 35″ N, 0° 35′ 07″ E / 41.6764664582122°N,0.585221804925957°E 270 msnm   |           |                     | Modifica les dades a Wikidata |
|        | la Raconada       | Torrefarrera | entitat singular de població                   | 12 hab   | 41° 40′ 47″ N, 0° 36′ 15″ E / 41.679783°N,0.604262°E 223 msnm                   |           |                     | Modifica les dades a Wikidata |
|        | les Comes         | Torrefarrera | entitat singular de població                   | 5 hab    | 41° 39′ 58″ N, 0° 35′ 43″ E / 41.6661035024185°N,0.59535792993034°E 204 msnm    |           |                     | Modifica les dades a Wikidata |

## església
| imatge | Nom                        | Ubicat a     | instància de | Detalls                         | coordenades                                                          | Protecció                   | Commons (més fotos)                       | Dades a WD                    |
| ------ | -------------------------- | ------------ | ------------ | ------------------------------- | -------------------------------------------------------------------- | --------------------------- | ----------------------------------------- | ----------------------------- |
|        | Santa Creu de Torrefarrera | Torrefarrera | església     | Estil: arquitectura neoclàssica | 41° 40′ 24″ N, 0° 36′ 26″ E / 41.673332°N,0.607162°E                 | bé cultural d'interès local | Església de la Santa Creu de Torrefarrera | Modifica les dades a Wikidata |
|        | la Trinitat                | Torrefarrera | església     |                                 | 41° 41′ 32″ N, 0° 32′ 00″ E / 41.6922569829263°N,0.533215700199679°E |                             |                                           | Modifica les dades a Wikidata |

## granja
| imatge | Nom                   | Ubicat a     | instància de | Detalls | coordenades                                                          | Protecció | Commons (més fotos) | Dades a WD                    |
| ------ | --------------------- | ------------ | ------------ | ------- | -------------------------------------------------------------------- | --------- | ------------------- | ----------------------------- |
|        | Granges del Marqués   | Torrefarrera | granja       |         | 41° 42′ 10″ N, 0° 31′ 18″ E / 41.7027052846271°N,0.521555637377765°E |           |                     | Modifica les dades a Wikidata |
|        | Granges del Móra      | Torrefarrera | granja       |         | 41° 41′ 15″ N, 0° 32′ 39″ E / 41.6874327191553°N,0.544285516411983°E |           |                     | Modifica les dades a Wikidata |
|        | Granja d'Escuer       | Torrefarrera | granja       |         | 41° 40′ 29″ N, 0° 36′ 07″ E / 41.6748529074211°N,0.60191948572502°E  |           |                     | Modifica les dades a Wikidata |
|        | Granja de l'Arturo    | Torrefarrera | granja       |         | 41° 40′ 42″ N, 0° 34′ 40″ E / 41.6782540804501°N,0.577730823892424°E |           |                     | Modifica les dades a Wikidata |
|        | Granja del Gumersindo | Torrefarrera | granja       |         | 41° 40′ 31″ N, 0° 35′ 44″ E / 41.6752156309232°N,0.595575379721161°E |           |                     | Modifica les dades a Wikidata |
|        | Granja del Teixidor   | Torrefarrera | granja       |         | 41° 40′ 27″ N, 0° 35′ 45″ E / 41.6740839886739°N,0.595725631198763°E |           |                     | Modifica les dades a Wikidata |

## masia
| imatge | Nom                | Ubicat a     | instància de | Detalls | coordenades                                                          | Protecció | Commons (més fotos) | Dades a WD                    |
| ------ | ------------------ | ------------ | ------------ | ------- | -------------------------------------------------------------------- | --------- | ------------------- | ----------------------------- |
|        | Can Roig           | Torrefarrera | masia        |         | 41° 40′ 25″ N, 0° 36′ 18″ E / 41.6736231205586°N,0.605136405268524°E |           |                     | Modifica les dades a Wikidata |
|        | Mas d'en Borras    | Torrefarrera | masia        |         | 41° 40′ 01″ N, 0° 36′ 27″ E / 41.6670373971325°N,0.607626691373828°E |           |                     | Modifica les dades a Wikidata |
|        | Mas d'en Claro     | Torrefarrera | masia        |         | 41° 40′ 50″ N, 0° 36′ 35″ E / 41.6805116063366°N,0.609830472050769°E |           |                     | Modifica les dades a Wikidata |
|        | Mas d'en Gelet     | Torrefarrera | masia        |         | 41° 40′ 42″ N, 0° 36′ 38″ E / 41.67846944°N,0.61064167°E             |           |                     | Modifica les dades a Wikidata |
|        | Mas d'en Macari    | Torrefarrera | masia        |         | 41° 40′ 54″ N, 0° 36′ 38″ E / 41.681578762944°N,0.610475745360126°E  |           |                     | Modifica les dades a Wikidata |
|        | Mas d'en Portugal  | Torrefarrera | masia        |         | 41° 40′ 34″ N, 0° 35′ 34″ E / 41.6761487291784°N,0.592825747903346°E |           |                     | Modifica les dades a Wikidata |
|        | Mas d'en Terça     | Torrefarrera | masia        |         | 41° 40′ 07″ N, 0° 36′ 13″ E / 41.6686747110704°N,0.603650331219676°E |           |                     | Modifica les dades a Wikidata |
|        | Mas de l'Agustinet | Torrefarrera | masia        |         | 41° 40′ 46″ N, 0° 36′ 24″ E / 41.67947778°N,0.60664722°E             |           |                     | Modifica les dades a Wikidata |
|        | Mas de la Viuda    | Torrefarrera | masia        |         | 41° 42′ 32″ N, 0° 32′ 01″ E / 41.7087723695885°N,0.533545570278635°E |           |                     | Modifica les dades a Wikidata |
|        | Mas de n'Alier     | Torrefarrera | masia        |         | 41° 40′ 56″ N, 0° 36′ 40″ E / 41.6821876997923°N,0.611174038411817°E |           |                     | Modifica les dades a Wikidata |
|        | Mas del Casat      | Torrefarrera | masia        |         | 41° 40′ 35″ N, 0° 36′ 55″ E / 41.6764081988845°N,0.615195950791144°E |           |                     | Modifica les dades a Wikidata |
|        | Mas del Coixo      | Torrefarrera | masia        |         | 41° 40′ 48″ N, 0° 36′ 42″ E / 41.6798936072358°N,0.611727454819196°E |           |                     | Modifica les dades a Wikidata |
|        | Mas del Metxon     | Torrefarrera | masia        |         | 41° 42′ 35″ N, 0° 32′ 52″ E / 41.7097625518166°N,0.547822292781414°E |           |                     | Modifica les dades a Wikidata |
|        | Mas del Mongeta    | Torrefarrera | masia        |         | 41° 42′ 34″ N, 0° 32′ 39″ E / 41.7093135379544°N,0.544089472277052°E |           |                     | Modifica les dades a Wikidata |
|        | Mas del Nyaco      | Torrefarrera | masia        |         | 41° 41′ 37″ N, 0° 30′ 33″ E / 41.6935577989189°N,0.509194195495754°E |           |                     | Modifica les dades a Wikidata |
|        | Mas del Perera     | Torrefarrera | masia        |         | 41° 41′ 55″ N, 0° 31′ 54″ E / 41.6985539752052°N,0.531617027383479°E |           |                     | Modifica les dades a Wikidata |
|        | Torre del Camarasa | Torrefarrera | masia        |         | 41° 40′ 34″ N, 0° 35′ 51″ E / 41.6760374943447°N,0.597406748266371°E |           |                     | Modifica les dades a Wikidata |
|        | Torre del Seró     | Torrefarrera | masia        |         | 41° 40′ 06″ N, 0° 35′ 45″ E / 41.6682117113322°N,0.595716040067528°E |           |                     | Modifica les dades a Wikidata |
|        | Torre del Xaixo    | Torrefarrera | masia        |         | 41° 40′ 01″ N, 0° 36′ 48″ E / 41.6669399998152°N,0.613335552282643°E |           |                     | Modifica les dades a Wikidata |
|        | Torre dels Llops   | Torrefarrera | masia        |         | 41° 41′ 10″ N, 0° 37′ 13″ E / 41.6861790449071°N,0.620361700888753°E |           |                     | Modifica les dades a Wikidata |
|        | la Vaqueria        | Torrefarrera | masia        |         | 41° 42′ 41″ N, 0° 31′ 26″ E / 41.711418271667°N,0.5239575972246°E    |           |                     | Modifica les dades a Wikidata |

## polígon industrial
| imatge | Nom                             | Ubicat a     | instància de       | Detalls | coordenades                                                          | Protecció | Commons (més fotos) | Dades a WD                    |
| ------ | ------------------------------- | ------------ | ------------------ | ------- | -------------------------------------------------------------------- | --------- | ------------------- | ----------------------------- |
|        | Polígon industrial La Raconada  | Torrefarrera | polígon industrial |         | 41° 40′ 42″ N, 0° 35′ 29″ E / 41.6782358632626°N,0.591426483319154°E |           |                     | Modifica les dades a Wikidata |
|        | Polígon industrial Torrefarrera | Torrefarrera | polígon industrial |         | 41° 40′ 05″ N, 0° 36′ 10″ E / 41.6681692152622°N,0.602732207601814°E |           |                     | Modifica les dades a Wikidata |

## Misc
| imatge | Nom                               | Ubicat a                  | instància de      | Detalls                                  | coordenades                                                         | Protecció                                            | Commons (més fotos) | Dades a WD                    |
| ------ | --------------------------------- | ------------------------- | ----------------- | ---------------------------------------- | ------------------------------------------------------------------- | ---------------------------------------------------- | ------------------- | ----------------------------- |
|        | Cal Serra                         | Torrefarrera              | casa              | Estil: arquitectura popular 20th century | ca:Ctra. Rosselló, 43                                               | bé integrant del patrimoni cultural català           |                     | Modifica les dades a Wikidata |
|        | Clot del Bou                      | Torrefarrera              | indret            |                                          | 41° 40′ 52″ N, 0° 36′ 43″ E / 41.681094°N,0.611995°E                |                                                      |                     | Modifica les dades a Wikidata |
|        | La Grallera                       | Torrefarrera Torre-serona | torre de defensa  |                                          | 41° 41′ 20″ N, 0° 37′ 20″ E / 41.688824°N,0.622164°E 222 msnm       | bé d'interès cultural bé cultural d'interès nacional | Torre Grallera      | Modifica les dades a Wikidata |
|        | Pantà de la Font                  | Torrefarrera              | embassament       | Superfície: 2.9ha                        | 41° 42′ 25″ N, 0° 31′ 15″ E / 41.707°N,0.520813°E                   |                                                      |                     | Modifica les dades a Wikidata |
|        | casa consistorial de Torrefarrera | Torrefarrera              | casa consistorial |                                          | 41° 40′ 23″ N, 0° 36′ 25″ E / 41.6731753°N,0.6069182°E              |                                                      |                     | Modifica les dades a Wikidata |
|        | cobert del Serés                  | Torrefarrera              | cabana            |                                          | 41° 42′ 42″ N, 0° 32′ 46″ E / 41.7116647295027°N,0.54622350214351°E |                                                      |                     | Modifica les dades a Wikidata |